# Horní Heřmanice (Pardubice)
Horní Heřmanice é uma comuna checa localizada na região de Pardubice, distrito de Ústí nad Orlicí.